# Ary do Cavaco
Ary do Cavaco (Rio de Janeiro, 17 de fevereiro de 1942 — Rio de Janeiro, 22 de setembro de 2011) foi um compositor, cantor e cavaquinista brasileiro.

## Biografia
Durante a infância viveu em Coelho da Rocha, na cidade de São João de Meriti. Na juventude, trabalhou como torneiro mecânico, engraxate e vendedor de pão.
Como músico, aprendeu sozinho a tocar cavaquinho. Começou a compor aos 27 anos, sendo seu irmão Rubens Alves de Souza um de seus principais parceiros. No ano de 1962 passou a ser membro da Ala de Compositores da Portela, da qual posteriormente tornar-se-ia presidente. Sob sua gestão foi organizado, em 2000, o disco "Ala de Compositores da Portela".
Em 1969 compôs o partido-alto Cotidiano, com Silvinho do Pandeiro. Neste mesmo ano compôs com Ari Guarda Pra onde eu vou. Sua obra mais famosa, o samba-enredo Lapa em três tempos, foi composto para o Carnaval de 1971, quando a Portela foi a vice-campeã. Esse samba foi gravado no mesmo ano por Paulinho da Viola, fazendo grande sucesso.
Em 1972, Ary do Cavaco compôs com César Augusto a canção Nó na cana, apresentada no VII Festival Internacional da Canção da TV Globo Rio de Janeiro.
Morador de Quintino, foi homenageado pelo bloco carnavalesco GRBC Alegria de Quintino no Carnaval de 2012. O enredo já estava definido quando o compositor faleceu, em setembro de 2011, em sua casa, sem ter visto a homenagem.

## Composições
- - Batido na palma da mão (c/ Otacílio de Souza)[1]
  - Chico lambança (c/ Otacílio de Souza)[1]
  - Cotidiano (c/ Silvinho do Pandeiro)[1]
  - Êh! Praça Mauá [1]
  - Lapa em três tempos (c/ Rubens Alves de Sousa)[1]
  - Mordomia (c/ Gracinha)[1]
  - Na beira do mangue (c/ Octacílio da Mangueira)[1]
  - Nega do patrão (c/ Octacílio da Mangueira)[1]
  - Nó na cana (c/ César Augusto)[1]
  - Pra onde eu vou (c/ Ari Guarda)[1]
  - Praça Mauá [1]
  - Reunião de bacana (c/ Bebeto Di São João)[1]
  - Todo azul que o azul tem (c/ Café e Carlinhos Madureira)[1]
  - Vai, meu samba (c/ Otacílio de Souza)[1]

## Discografia
- Ala de Compositores da Portela[1]